# Mario Grech
Mario Grech (Qala, 20 febbraio 1957) è un cardinale e vescovo cattolico maltese, dal 15 settembre 2020 segretario generale del Sinodo dei vescovi.

## Biografia

### Formazione
Mario Grech è nato il 20 febbraio 1957 a Qala, isola e regione di Gozo, presso Malta; è stato battezzato lo stesso giorno nella Chiesa parrocchiale di San Giuseppe. Figlio di Stella Attard e George Grech, ben presto la famiglia si è trasferita nel vicino villaggio di Kerċem; qui il giovane ha cominciato a frequentare la Scuola delle Suore Carmelitane Missionarie di Santa Teresa del Bambin Gesù ed in seguito la Scuola primaria. Dopo aver completato gli studi presso la Scuola secondaria di Victoria, sentendo maturare la vocazione al sacerdozio, nel 1977 ha seguito prima il Corso di filosofia e poi quello di teologia presso il Seminario del Sacro Cuore di Gozo.

### Ministero sacerdotale

#### Soggiorno a Roma
Ha ricevuto l'ordinazione sacerdotale il 26 maggio 1984, presso la Cattedrale dell'Assunzione della Vergine Maria, per imposizione delle mani di monsignor Nikol Joseph Cauchi, vescovo di Gozo; ventisettenne, si è incardinato come presbitero della stessa diocesi. Poco dopo, padre Mario è stato inviato a Roma, dove ha conseguito la licenza in utroque iure presso la Pontificia Università Lateranense; in seguito ha conseguito anche il dottorato in diritto canonico presso la Pontificia università "San Tommaso d'Aquino" con la tesi "L'armonizzazione delle dimensioni religiosa e civile dei matrimoni canonici a Malta". Durante il soggiorno di studi nell'Urbe ha svolto l’attività pastorale presso la Chiesa dell'Assunzione di Maria, lavorando come esperto di diritto canonico presso il Vicariato ed il Tribunale della Rota Romana.

#### Sacerdozio a Malta
Al suo ritorno a Gozo, nel 1988 è stato nominato professore di diritto canonico presso il Seminario diocesano e gli sono stati assegnati diversi incarichi pastorali nella Curia diocesana, dove per diversi anni è stato responsabile delle pubbliche relazioni. Successivamente, nel 1993, è stato nominato vicario giudiziale del Tribunale ecclesiastico di Gozo e allo stesso tempo giudice del Tribunale ecclesiastico di Malta. È stato anche membro del Collegio dei consultori e delle Commissioni diocesane per la Teologia, la Famiglia e le Comunicazioni Sociali, svolgendo la sua attività pastorale nella Cattedrale di Gozo, a Victoria, nel Santuario di Ta' Pinu, nella parrocchia di Kerċem e nella parrocchia di San Lorenzo.
È stato anche coinvolto come giudice istruttore nei processi di beatificazione dei Servi di Dio Margherita del Sacro Cuore di Gesù, fondatrice delle Suore francescane del Cuore di Gesù, e Joseph De Piro, fondatore della Società missionaria di San Paolo. A livello diocesano, è stato anche tra i fondatori di RTK Radio e del Lumen Christi Media Center; inoltre ha anche assistito il gruppo di laici consacrati Anawim. Il 13 novembre 2004, infine, ha accettato di assumere la guida della parrocchia di Nostra Signora del Soccorso e di San Gregorio a Kerċem.

### Ministero episcopale

#### Vescovo di Gozo

Stemma da vescovo di Gozo.

Il 25 novembre 2005, papa Benedetto XVI lo ha nominato, quarantottenne, 8º vescovo di Gozo; è succeduto al settantaseienne monsignor Nikol Joseph Cauchi, dimissionario per raggiunti limiti d'età. Ha ricevuto la consacrazione episcopale il 22 gennaio 2006, presso la Cattedrale di Gozo, per imposizione delle mani di monsignor Cauchi, ordinario diocesano emerito, assistito dai co-consacranti monsignori Joseph Mercieca, arcivescovo metropolita di Malta, e Félix del Blanco Prieto, arcivescovo titolare di Vannida e nunzio apostolico a Malta; durante la stessa cerimonia è avvenuta anche la presa di possesso della cattedra. Come suo motto episcopale, il vescovo Grech ha scelto In fractione panis (Lc 24, 35), che rimanda all'episodio della Cena di Emmaus, nella quale i discepoli riconobbero Gesù dal modo in cui spezzava il pane.

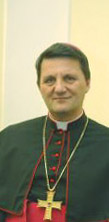
Mons. Mario Grech nel 2007.

Nell'ottobre 2006, il Consiglio locale di Kerċem gli ha assegnato il premio Ġieħ Kercem. Tra il 2008 ed il 2009 ha lanciato la missione diocesana, svolgendo diverse visite pastorali nelle comunità maltesi sparse per il globo: Stati Uniti d'America dal 23 al 31 maggio 2006; Albania dal 22 al 25 settembre 2006; nuovamente USA e Canada dal 22 aprile al 5 maggio 2008; Brasile dal 13 settembre al 1º ottobre 2009; Australia nel 2011; Perù dal 13 al 22 novembre 2018.
Durante il suo ministero nella diocesi di Gozo sono state istituite varie iniziative e commissioni, tra le quali la clinica di terapia familiare (2011), la Commissione per la salvaguardia dei bambini e degli adulti vulnerabili di Gozo (2017), il Liturgical Arts Center ad Eikon (2017), un ostello per studenti gozitani che studiano a Malta (2018), e l'Istituto di formazione pastorale (2019) tra gli altri. Monsignor Grech ha anche guidato la riforma del Tribunale ecclesiastico di Gozo. Inoltre, ha avviato il processo diocesano per la beatificazione e canonizzazione di Dun Mikiel Attard nel 2014 e del fratello agostiniano gozitano Grazzja Gauci nel 2019. Nel 2013 ha approvato la prima costituzione della Comunità Anawim. Dal 2018 al 2019 ha dichiarato per la diocesi l'Anno Mariano. Ha pubblicato 20 lettere pastorali come vescovo di Gozo, 34 lettere pastorali con i vescovi di Malta e ha pronunciato centinaia di omelie.
Dal 2008 al 2012 è stato il rappresentante della Conferenza Episcopale di Malta (CEM) presso la Commissione delle Conferenze Episcopali delle Comunità Europee (COMECE), venendo chiamato a svolgere questo incarico anche nel 2017; sempre dal 2008 è stato anche il rappresentante della CEM presso l'assemblea generale annuale della Conferenza Episcopale Italiana (CEI).
Dal 17 al 18 aprile 2010 ha accolto papa Ratzinger durante il suo viaggio apostolico a Malta in occasione del 1950º anniversario del naufragio di San Paolo. Nel 2011 si è unito ai vescovi maltesi nel consigliare ai cattolici di votare negativamente al referendum del 28 maggio per la legalizzazione del divorzio. Il 28 maggio 2012 si è recato, assieme agli altri membri dell'episcopato maltese, in visita ad limina apostolorum in Vaticano, discutendo con il Pontefice della situazione e dei problemi relativi alla sua diocesi. Dal 7 al 28 ottobre dello stesso anno ha partecipato alla XIII Assemblea Generale Ordinaria del Sinodo dei Vescovi presso la Città del Vaticano, con tema La nuova evangelizzazione per la trasmissione della fede cristiana.
Il 20 agosto 2013 è stato eletto presidente della Conferenza Episcopale di Malta, con decorrenza a partire dal settembre successivo, partecipando alle assemblee plenarie del Consiglio delle Conferenze dei Vescovi d'Europa (CCEE) a Bratislava (2013), Roma (2014) ed in Terra santa (2015); ha svolto tale incarico per un mandato di 3 anni, fino al 20 agosto 2016. Il 18 giugno 2017, papa Francesco ha inviato un videomessaggio indirizzato ai pellegrini ed al vescovo di Gozo in occasione dell'inaugurazione di tre mosaici nel Santuario di Ta' Pinu.

#### Sinodo del 2014
Il 27 gennaio 2014, nella Sede degli Affari Esteri di Malta, è stato tra i firmatari di parte ecclesiastica del Terzo protocollo addizionale dell'Accordo tra Santa Sede e Repubblica di Malta sul riconoscimento degli effetti civili ai matrimoni canonici e alle decisioni delle Autorità e dei tribunali ecclesiastici circa gli stessi matrimoni.
Ha preso parte alla III Assemblea Generale Straordinaria del Sinodo dei Vescovi (5-19 ottobre 2014), con tema Le sfide pastorali della famiglia nel contesto dell'evangelizzazione. Durante un intervento dell'8 ottobre 2014 al Sinodo, ha affermato che "la dottrina della fede è in grado di acquisire progressivamente una maggiore profondità" e che si rivolge a persone in complesse relazioni familiari, o omosessuali o genitori di omosessuali, "è necessario imparare a parlare quella lingua che è nota agli esseri umani contemporanei e che la riconoscono come un modo di trasmettere la verità e la carità del Vangelo".
Papa Francesco ha lodato molto il suo intervento, per cui si è anche speculato che mons. Grech potesse essere il favorito a succedere al domenicano Paul Cremona, dimessosi il 18 ottobre di quell'anno dal governo della sede metropolitana di Malta; tuttavia, il 27 febbraio 2015, è stato nominato nuovo arcivescovo Charles Scicluna. Secondo Malta Today, una lettera dei sacerdoti della diocesi di Gozo, indirizzata al cardinale Reinhard Marx, gli sarebbe costata la nomina. Nella lettera, egli è descritto come "bruto", con "un manifesto attaccamento alle ricchezze materiali" e che mal gestisce la sua diocesi (in particolare nel trattamento del caso di un sacerdote accusato di pedofilia), terminando con l'affermazione che è "totalmente inadatto" a diventare arcivescovo. In un'altra intervista, Grech ha confutato energicamente tali accuse, ricordando anche la sua decisa opposizione all'aborto.

#### Sinodo del 2015
Ha preso parte anche alla XIV Assemblea Generale Ordinaria del Sinodo dei Vescovi (4-25 ottobre 2015), con tema La vocazione e la missione della famiglia nella Chiesa e nel mondo contemporaneo. Assieme a monsignor Charles Scicluna, arcivescovo metropolita di Malta, è stato coautore delle linee guida pastorali dei vescovi maltesi dell'esortazione apostolica Amoris laetitia, pubblicata il 19 marzo 2016, affermando che in alcuni casi un divorziato risposato cattolico può accedere alla Comunione dopo "giudizio onesto"; in seguito, tali linee sono state pubblicate anche su L'Osservatore Romano.

#### Segretario generale del Sinodo dei vescovi
Il 2 ottobre 2019 papa Francesco lo ha nominato pro-segretario generale del Sinodo dei vescovi; contestualmente ha anche lasciato la guida della diocesi di Gozo, divenendone amministratore apostolico fino alla nomina di Anthony Teuma, il 17 giugno 2020. A tal proposito, il segretario generale, cardinale Lorenzo Baldisseri, ha dichiarato che "Il Pro-segretario generale, nell'assumere l'incarico camminerà a fianco del Segretario generale per prendere conoscenza diretta dell'istituzione e dei suoi componenti, e acquisire consapevolezza dei processi e delle istanze di competenza". Grech "espleterà il suo ufficio di pro-segretario generale fino alla scadenza del mandato del segretario generale, per assumerne l'incarico".
La nomina è avvenuta pochi giorni prima dell'Assemblea Speciale per la Regione Panamazzonica del Sinodo dei Vescovi (6-27 ottobre 2019) con tema Amazzonia: nuovi cammini per la Chiesa e per una ecologia integrale. È stato uno dei cinque padri sinodali che hanno servito nella commissione di quindici persone per la stesura del documento finale del Sinodo panamazzonico. Al termine del Sinodo, intervistato al riguardo, ha dichiarato di averla ritenuta un'esperienza molto utile tanto per le realtà ecclesiali in questione, quanto "per noi che immaginiamo di stare al centro!". Ha definito il suo nuovo incarico come una "chiamata missionaria", un importante crocevia e strumento di evangelizzazione, riconoscendo però un certo dualismo tra il Sinodo avvenuto all'interno e quello concepito all'esterno dai media. Ha anche affermato l'importanza del ruolo delle donne nella Chiesa, laiche e religiose, nell'evangelizzazione e nella pastorale, ed in generale su una maggiore partecipazione dei fedeli, il Popolo di Dio.
Dopo lo scoppio della pandemia di COVID-19 del 2019-2021, nel marzo 2020 ha scritto una lettera ai sacerdoti maltesi, esortandoli a pregare perché "anche se nelle nostre chiese regna il silenzio, ciò non vuol dire che la Chiesa rimarrà muta"; nonostante si tratti di una triste occasione, ha esortato ad approfittarne per vivere con una maggiore devozione, senza lasciarsi impaurire, e mettendosi al servizio dei più vulnerabili e delle famiglie che soffrono le perdite dei loro cari. In un intervento successivo, ha commentato che la pandemia "ha scosso le fondamenta che pensavamo incrollabili", rendendo impossibile tornare ai modelli pastorali precedenti; ha proseguito dicendo che isolamento e sofferenza siano state una opportunità per accostarsi alla realtà originaria delle domus ecclesiae. Nelle ultime considerazioni, ha dichiarato che "il contributo che la Chiesa può, o meglio deve, dare a questa società, è annunziare Gesù Cristo, la gioia del Vangelo" e si è soffermato sul "dono della sinodalità come stile di vita ecclesiale"
Il 4 luglio 2020 è stato nominato membro del Pontificio consiglio per la promozione dell'unità dei cristiani, per un mandato rinnovabile di un quinquennio. Il 15 settembre seguente papa Francesco lo ha nominato nuovo segretario generale del Sinodo dei vescovi; contestualmente ha accettato la rinuncia del cardinale Baldisseri, divenuto ottuagenario due settimane dopo. Il 27 agosto seguente, alle ore 18:30, si è tenuta presso la chiesa parrocchiale di Xeuchia una messa di ringraziamento per il suo servizio come vescovo di Gozo.

### Cardinalato
Il 25 ottobre 2020, durante l'Angelus, papa Francesco ha annunciato la sua creazione a cardinale nel concistoro del 28 novembre seguente; sessantatreenne, è il terzo maltese a ricevere la porpora cardinalizia dopo Fabrizio Sceberras Testaferrata (1757-1843) e Prosper Grech, O.S.A. (1925-2019).
Il 16 dicembre successivo è nominato membro del Pontificio consiglio per la promozione dell'unità dei cristiani. Il 21 giugno 2021 è nominato membro del Supremo tribunale della Segnatura apostolica.
Il 26 settembre 2021 ha preso ufficialmente possesso della diaconia dei Santi Cosma e Damiano.
Il 1º giugno 2022 è nominato membro della Congregazione per il culto divino e la disciplina dei sacramenti.
Il 7 e 8 maggio 2025 ha partecipato come cardinale elettore al conclave che ha portato all'elezione di papa Leone XIV.

## Posizioni morali, sociali e su temi politici

### Omosessualità
Intervistato nel dicembre 2018, ha affermato di apprezzare le discussioni con gli atei che hanno affinato le loro convinzioni ed hanno preferito il dialogo. Alla domanda sulle questioni familiari e sessuali, ha detto:

### Accoglienza dei migranti
Nonostante Gozo sia una piccola isola, con soli 32 000 abitanti ma con uno dei tassi più alti di sacerdoti, la posizione geografica della diocesi, vicino alle coste dell'Africa settentrionale, ha portato mons. Grech ad intervenire più volte sulla questione dei migranti. In seguito alla vicenda del salvataggio di 49 migranti da parte della Sea-Watch e della Sea-Eye, in cerca di un porto dove sbarcare, è stato critico verso la strumentalizzazione dell'accaduto e del falso populismo dilagante oggi. Parlando della difesa dei più deboli, durante la stessa intervista Grech ha dichiarato che, nonostante la celebrazione del 70º anniversario della Dichiarazione universale dei diritti umani, in molti casi la società rimane insensibile alla difesa dei diritti fondamentali della persona e la questione dei migranti, nella sua complessità, "va seguita e indirizzata con molta calma, con molta prudenza, ma anche con molta responsabilità. Non possiamo mettere al bando la vita umana".
Intervistato da una radio locale, ha affermato di essere contrario ai maltesi che utilizzano la fede cristiana per giustificare ideologie contrarie all'accoglienza dei migranti perché "stanno manipolando la loro religione". A tal proposito, si è anche detto "ferito" nel vedere esibire il rosario da parte del vicepremier italiano Matteo Salvini. Ha continuato affermando il generale invecchiamento dell'Europa, e rifacendosi alle parole di papa Francesco sull'impoverimento dei valori della fede. Ha terminato con un invito "ad aprire le nostre porte a queste persone" e con un appello ai leader politici.

## Genealogia episcopale e successione apostolica
La genealogia episcopale è:
- Cardinale Scipione Rebiba
- Cardinale Giulio Antonio Santori
- Cardinale Girolamo Bernerio, O.P.
- Arcivescovo Galeazzo Sanvitale
- Cardinale Ludovico Ludovisi
- Cardinale Luigi Caetani
- Cardinale Ulderico Carpegna
- Cardinale Paluzzo Paluzzi Altieri degli Albertoni
- Cardinale Gaspare Carpegna
- Cardinale Fabrizio Paolucci
- Cardinale Francesco Barberini
- Cardinale Annibale Albani
- Cardinale Federico Marcello Lante Montefeltro della Rovere
- Vescovo Charles Walmesley, O.S.B.
- Arcivescovo John Carroll, S.I.
- Vescovo Benedict Joseph Flaget, P.S.S.
- Arcivescovo Martin John Spalding
- Cardinale James Gibbons
- Vescovo Benjamin Joseph Keiley
- Arcivescovo Michael Joseph Curley
- Vescovo William Joseph Hafey
- Arcivescovo Martin John O'Connor
- Vescovo Nikol Joseph Cauchi
- Cardinale Mario Grech

La successione apostolica è:
- Vescovo George Bugeja, O.F.M. (2015)
- Vescovo Anthony Teuma (2020)

## Araldica
| Stemma | Descrizione |
| ------ | --- |
|        | Lo scudo stesso è composto da tre sezioni orizzontali. a) La sezione in alto combina i nomi Grech ed Attard. Lo stemma dei Grech occupa la parte destra del capo, mentre quella che ricorda la famiglia originaria della madre è sulla sinistra. Questa prima sezione costituisce la carta dell'identità umana e sociale del vescovo, e questa non è priva di rilevanza teologica: il vescovo è infatti scelto tra gli esseri umani, nasce e cresce in una famiglia ordinaria come le famiglie comuni che insieme plasmano la società in cui viviamo, hanno una propria personalità culturale e storia, sono una presenza che appartiene alla società ed è intrecciata con la nostra realtà umana. b) La seconda sezione continua ad annunciare l'identità di questo sacerdote che è stato scelto come vescovo di Gozo dando la visione teologica che d'ora in poi, con maggiore enfasi, ha voluto dare alla sua presenza in mezzo a noi. È una visione eucaristica, come illustrato da una composizione simbolica ispirata all'evento evangelico della moltiplicazione dei pani e dei pesci. Il vescovo, nell'insegnamento dei "Padri" della Chiesa, tra cui Sant'Ignazio di Antiochia, presiede l'Eucaristia e diventa Eucaristia in Cristo e con lui. c) La terza sezione dello scudo è costituita dai simboli del territorio canonico che il vescovo ha presieduto, il territorio dell'isola di Gozo. Ogni vescovo è mandato tra gli uomini della terra a cercarli come un pescatore che cerca i pesci nel mare e a lavorare in mezzo a loro come un pastore che guida e pascola il suo gregge, e riunisce i discepoli attorno a sé secondo lo schema della Chiesa di Gerusalemme, nella preghiera, nell'insegnamento degli apostoli e nello spezzare il pane. Lo stemma si conclude con il motto scelto dal vescovo come tema ispiratore del suo episcopato: In fractione panis. Questo motto getta la massima luce sulla visione pastorale che il vescovo vuole dare al suo ministero episcopale. Questo motto esprime il desiderio del vescovo che, con il più profondo fondamento teologico, vuole essere un pastore che si sacrifica e si dà come pane al suo gregge. Il motto è tratto dalla Cena di Emmaus (Lc 24, 35) e la sua forma letteraria trasmette il dinamismo dell'azione del vescovo nella congregazione e insieme alla congregazione della Chiesa: nello spezzare il pane incontriamo insieme in Cristo… donandoci a Dio gli uni agli altri. Ciò accade in un pellegrinaggio radunato insieme al suo vescovo che presiede l'Eucaristia e che è poi il primo a ricevere il pane spezzato e distribuito. Ecco la dimensione dell'oblazione in senso non solo sacramentale ma anche sociale della solidarietà nell'amore, della caritas. Questo motto è essenzialmente biblico e si fonde bene con il simbolo paleocristiano dell'Eucaristia nel cuore dello scudo episcopale. Il motto, quindi, continua a sottolineare l'unione della diocesi di Gozo con la Chiesa del tempo degli apostoli e con la visione della Chiesa del terzo millennio cristiano. Lo stemma episcopale di mons. Grech ha infatti la funzione di identificazione personale e giurisdizione ecclesiale, ma soprattutto di illustrare una visione pastorale. |

## Opere e pubblicazioni
- The harmonization of the religious and civil dimensions of Canonical Marriage in Malta; an exegetical study of the agreement between the Holy See and the Republic of Malta on the recognition of civil effects to Canonical Marriage. (2001)
- Oħorġu fil-pjazez: omeliji u diskorsi 2006-2008. (2008)
- Għeżież Edukaturi (2019)
- Tibżax tieħu għandek lil Marija. (2020)

### Lettere pastorali
- L-Ispirtu li joħroġna fid-desert (2006)
- Missier li jħaddan lil kulħadd (2007)
- Alla jagħmel ġustizzja mal-magħżulin tiegħu (2009)
- Soċjeta fejn tgħammar is-solidarjeta (2010)
- Għajn ta’ ilma ġieri (2011)
- Inħarsu l-familja (2012)
- Mara li ħabbet ħafna (2012)
- Warda ġdida fil-ġnien ta’ gżiritna (2013)
- Knisja qrib il-marid (2013)
- Niltaqgħu mal-Imħabba t’Alla (2013)
- L-imħabba sabieħa (2014)
- Kristu jixxotta d-dmugħ (2015)
- Duwa tal-ħniena għall-familja (2015)
- Biex twarrad it-tama (2017)
- Il-pjaga tal-vjolenza dometika (2017)
- Neħtieġu lil Kristu (agosto 2018)
- Sena Marjana fid-Djoċesi (novembre 2018)
- Nintelqu f’dirgħajn Ommna Marija (maggio 2019)
- Marija t-Triq ta-Ferħ (agosto 2019)
- Widnejn miftuħa (settembre 2019)

### Lettere pastorali scritte in collaborazione
Con Joseph Mercieca 
- Kuxjenza favur il-mara (2006)

 Con Paul Cremona 
- Il-veru ferħ tal-bniedem (2007)
- Saċerdot mibgħut minn Alla (2007)
- IL-veru futur tal-bniedem (2007)
- Xi tridu? X’qegħdin tfittxu? (2008)
- Lejn poplu aktar magħqud (2008)
- Ġie f’darna u lqajnieh (2008)
- Fuq il-passi ta’ Missierna San Pawl (2008)
- Bżonn ta’ bidla mill-qiegħ fil-ħajja nisranija tagħna (2009)
- Sejħulhom Kristjani” (2009); “Għand min imorru (2010)
- Il-presepju fil-familja tagħna (2010)
- Iż-żwieġ, il-familja u n-nisrani quddiem Ġesu (2010)
- Jeħtieġ li naslu fi gżira (2010)
- Il-kuraġġ li niġġeddu (2011)
- Il-kwalita tal-ħajja nisranija (2011)
- Il-loġika t’Alla – il-loġika ta’ Kristu (2011)
- Niċċelebraw il-ħajja (2012)
- Nafdawkom f’idejn Alla u l-Kelma tiegħu (2012)
- Is-sena tal-fidi (2012)
- Eżilju (2012)
- L-għożża tal-ħajja - niċċelebraw il-ħajja umana (2012)

 Con Paul Cremona ed Annetto Depasquale 
- Għażla favur zwieġ dejjiemi (2011)
- Nota dottrinali dwar iż-żwieġu l-familja (2011)

 Con Paul Cremona e Charles Scicluna 
- Il-Milied festa tal-għerusija tal-Mulej mal-poplu tiegħu (2013)
- Rispett lejn il-verita u lejn xulxin (2013)
- Zmien ta’ talb u karita (2013)
- Sehemna fil-bini tas-soċjeta (2014)

 Con Charles Scicluna 
- Inħennu bħal Missier (2015)
- Ngħożżu l-ħajja (2016)
- Kristu mediċina għall-mard tagħna (2016)
- Nerfgħu r-responsabilita tagħna (2017)
- Il-ferħ tal-imħabba (2017)
- Għażliet skont il-qalb ta’ Alla (2017)
- Guidelines for the Application of Chapter Eight of Amoris Laetitia (2017)
- Nerfgħu r-responsabilita’ tagħna (2017)
- Ngħożżu dak li hu sabiħ u tajjeb (2018)
- Nibnu djarna fuq il-blat (2018)
- Tibżgħux tieħdu lil Marija għandkom (2019)
- Ejjew nilqgħu b’qalb kbira lill-Papa Franġisku (2020)